# Islamisches Echo in Europa
Islamisches Echo in Europa ist eine vom 2024 verbotenen Verein Islamisches Zentrum Hamburg herausgegebene Buchreihe überwiegend zu religiösen Fragen der Zwölfer-Schiiten, die seit 1966 oder 1967 erschien. Es erschienen insgesamt siebzehn Folgen der Reihe, die letzte 2002, einige ohne Verfasserangabe und Datum.

## Übersicht
- 1 Grundsätze des Islam, Muḥammad Bihištī [1966 ?]
- 2 Das Gebet [1977 ?]
- 3 Betrachtungen eines deutschen Muslim über den Islam, Abdul Rahman Röseler [1978 ?]
- 4 Stellung der Frau im Islam, Murtaḍā Muṭahharī  [1982 ?]
- 5 Geschichten der Propheten aus dem Qurʾan [1982 ?] *
- 6 "Jihad" – nicht "Heiliger Krieg" [1984 ?]
- 7 "Gutes gebieten und Schlechtes verwehren" [1984 ?]
- 8 Tauhid-Weltanschauung, Murtaḍā Muṭahharī  [1989]
- 9 Qāla rasūl Allāh: 150 Aussprüche des Propheten: (arabisch-deutsch), 1992
- 10 Bittgebete, [1992 ?]
- 11 Die islamische Weltanschauung, Muḥammad Bihištī 1993
- 12 Sammlung der Glückseligkeiten, Muḥammad Mahdī Ibn-Abī-Ḏarr an-Narāqī 1995
- 13 Die Schia im Islam, Muḥammad Ḥusain aṭ-Ṭabāṭabāʾī 1996
- 14 Die Geschichte des Qurʿan, Abū-ʿAbdallāh az-Zanǧānī 1999
- 15 Die Rechte der Minderheiten im Islam, ʿAbbās ʿAlī ʿAmīd Zanǧānī 1999
- 16 Spirituelle Gespräche, Murtaḍā Muṭahharī  2001
- 17 Islam und Nationalismus, ʿAlī Muḥammad Naqawī 2002